# جي. جي. هيغينبوثمان
جي. جي. هيغينبوثمان هو سياسي أمريكي، ولد في 22 فبراير 1920 في كالهون سيتي في الولايات المتحدة، وتوفي في 5 ديسمبر 2010 في أوبيليكا في الولايات المتحدة. انتخب عضو مجلس نواب ألاباما ‏.